# Nástupiště

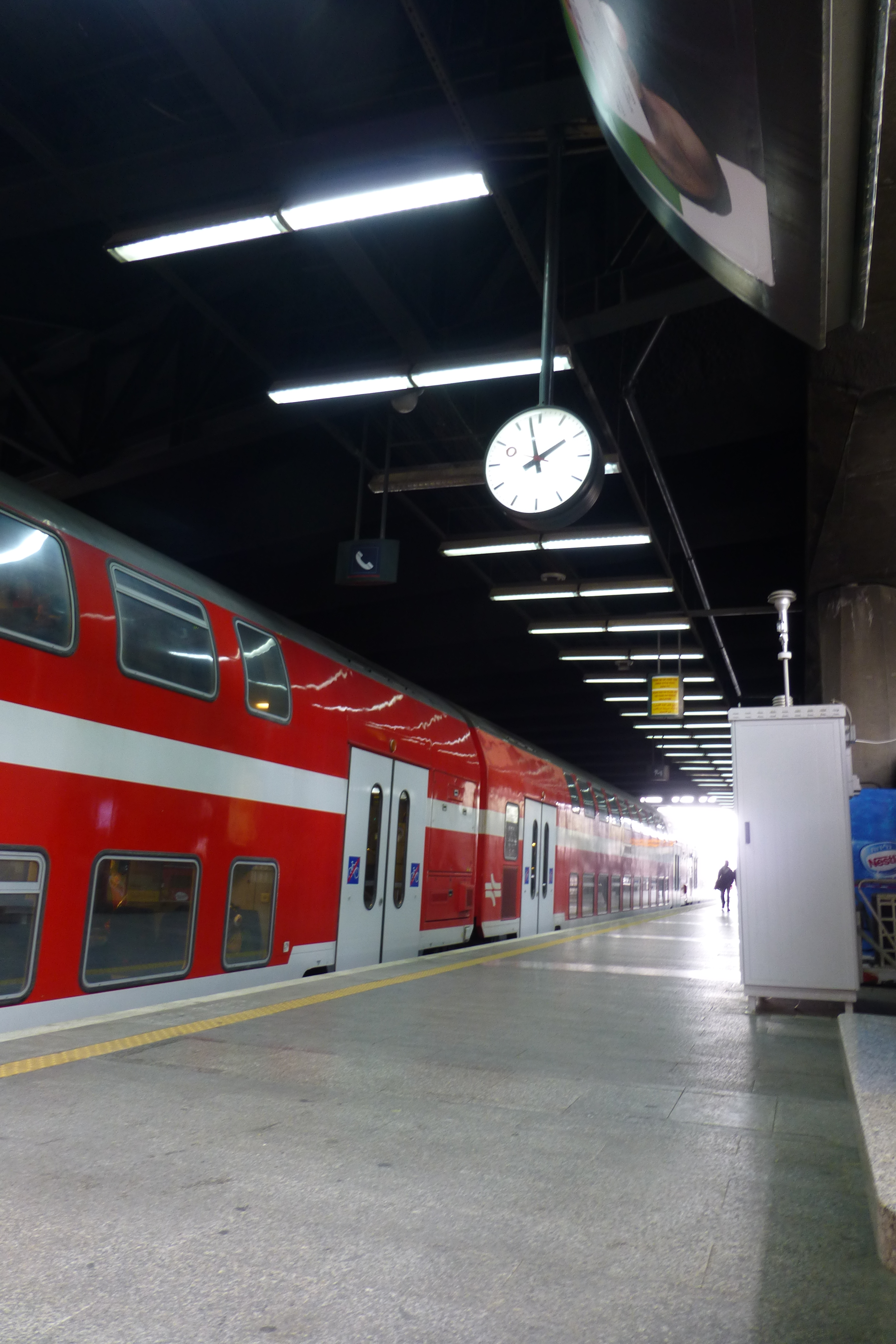
Nástupiště

Nástupiště (dříve také nazýváno jako perón) je prostor určený pro nástup nebo výstup cestujících z dopravních prostředků, často slouží též k vyčkávání cestujících na dopravní prostředek. Zpravidla je tvořeno zpevněnou zvýšenou plochou. Jeho strana přilehlá k místu, kde dopravní prostředky zastavují, se označuje jako hrana nástupiště nebo nástupní (výstupní) hrana.

## Nástupiště tramvajových, trolejbusových a autobusových zastávek
Nástupiště tramvajové, trolejbusové nebo autobusové zastávky může být tvořeno:
- nástupním ostrůvkem nebo částí nástupního nebo jiného dopravního ostrůvku nebo poloostrůvku. Obvyklé u tramvajových zastávek, ale nástupní ostrůvky se používají i pro autobusové a trolejbusové zastávky, zejména v autobusových stanovištích, na autobusových nádražích a v přestupních terminálech. Někdy jsou zastávky umístěny z obou stran ostrůvku a mají společné nástupiště.
- rozšířením zvýšeného tramvajového pásu nebo vyznačením a vybavením zastávky v průběžné šířce zvýšeného tramvajového pásu nebo drážního tělesa přidruženého k pozemní komunikaci. Z hlediska dopravního uspořádání je tento typ nástupiště obdobný nástupnímu ostrůvku.
- částí průběžného chodníku. Takovéto nástupiště může být na pozemní komunikaci i u samostatné tramvajové trati. Tento typ je nejběžnějším typem autobusové zastávky, zvláště v zastavěných částech obcí. U tramvajových zastávek někdy bývá nástupní hrana mírně přiblížena ke koleji.
- zastávkovým mysem. Tento typ nástupiště se používá u tramvají například v místech, kde v minulosti býval nástup přes vozovku. Jízdní nebo parkovací pruh je přerušen a chodník je v místě zastávky rozšířen až ke koleji, přičemž rozšířená část tvoří nástupiště. Provoz silničních vozidel je sveden na tramvajovou kolej.
- zvýšenou vozovkou (tzv. vídeňská zastávka). Vozovka je v místě tramvajové zastávky zvýšena na výšku nástupiště. Provoz silničních vozidel je veden po této zvýšené vozovce, zvýšení slouží jako zpomalovací práh a zároveň usnadní cestujícím výstup a nástup. Nevýhodou je, že cestující se i přes vyznačení špatně orientují a využívají zvýšenou část vozovky jako čekací plochu.
- samostatným nástupištěm – není-li podél pozemní komunikace nebo tramvajové dráhy veden chodník ani další jízdní pás, zřizuje se někdy samostatné nástupiště, které může mít vlastní přístupovou cestu nebo z jedné strany navazuje na chodník. Provizorně může být nástupiště vytvořeno i řadou panelů položených podél vozovky nebo na kraji vozovky.

Jako nástupiště se obvykle nazývají jen plochy se zvýšenou nástupní hranou. Lze do tohoto pojmu však zahrnout i nástupní plochu v zastávkách, kde je v úrovni vozovky, na nezvýšené krajnici či nezpevněné ploše sousedící s komunikací, na ostrůvku vyznačeném vodorovným dopravním značením či zábradlím a podobně. S takovými nástupišti se lze setkat zejména na většině autobusových zastávek v mimoměstských oblastech, pokud komunikace neprošla v poslední době rekonstrukcí, a na starších autobusových nádražích a autobusových stanovištích.
Specifickým případem jsou tramvajové zastávky s nástupem a výstupem přes vozovku (případně, v některých obratištích, přes sousední kolej). Jako nástupiště se pak označuje buď čekací plocha na chodníku, nebo se o zastávce mluví jako o zastávce bez nástupiště. Protože je tento typ zastávky pro cestující nebezpečný, při rekonstrukcích se často nahrazuje zastávkovým mysem, zastávkou tzv. vídeňského typu nebo časovým ostrůvkem. Časový ostrůvek je zastavení provozu silničních vozidel světelným signalizačním zařízením (semaforem) po dobu pobytu tramvaje v zastávce.
V autobusových, trolejbusových a tramvajových zastávkách zpravidla nebývá na okraji nástupiště podél nástupní hrany značen bezpečnostní pás.

## Železniční nástupiště
Podle tvaru a umístění se rozlišuje nástupiště:
- vnější: nachází se vně vlastní trati (kolejového pásu)
- ostrovní: má koleje a zpravidla i nástupní hranu po obou stranách, zásadně mimoúrovňový přístup cestujících (úrovňově však může být řešena nakládka a vykládka zavazadel a spěšnin)
- jazykové: je zúženým prodloužením vnějšího nebo ostrovního nástupiště podél kusé koleje
- poloostrovní: o standardní výšce, avšak přístup je veden přes kolej po vyznačeném centrálním přechodu
- úrovňové: nově se nezřizují, ponechávána jsou jen ve velmi stísněných poměrech na méně důležitých tratích

Vnější nástupiště jsou typická pro železniční zastávky na jednokolejných i dvojkolejných tratích. Ostrovní nástupiště bývají v železničních stanicích, avšak řidčeji i v zastávkách. Poloostrovní nástupiště jsou přípustná jen za rychlosti vlaků do 50 km/h a s tím, že vlaky zastavují přednostně před centrálním přechodem.
U železniční koleje smí být nástupiště jen z jedné strany. Nástupiště se nesmí navrhovat u kolejí s rychlostí vyšší než 200 km/h. Přednostně se má nástupiště zřizovat u přímé koleje, přípustný poloměr oblouku je nejméně 300 metrů. Při rekonstrukcích je přípustné ponechat oblouky až do poloměru 190 m za podmínky výšky nástupiště do 380 mm.
Železniční nástupiště má v Česku výšku maximálně 550 mm (SŽ), resp. 1100 mm (metro), nad spojnicí temen kolejnic, v Německu a Polsku 760 mm (S-Bahn 960 mm), ve Velké Británii 1100 mm. Nástupiště s výškou do 250 mm se považují za úrovňová. Nástupiště výšky 550 mm mají nástupní hranu ve vzdálenosti 1670 mm (v oblouku až 1680 mm) od osy koleje. Pokud je při rekonstrukci ponechán oblouk o poloměru menším než 300 metrů (až do poloměru 190 m), nesmí výška nástupiště přesahovat 380 mm.
Vnější nástupiště má mít šířku nejméně 3,0 metru, musí však mít nejméně 2,5 metru. Oboustranné ostrovní nástupiště musí mít šířku alespoň 6,1 metru na čelech 3,2 metru. Pro oboustranná poloostrovní nástupiště je stanovena minimální šířka 4,3 metru, u konce 3,2 metru.
Pro pevné překážky na nástupišti stanoví norma v závislosti na délce překážky a traťové rychlosti minimální vzdálenost od hrany nástupiště, a to od 2 m do 2,9 metru (výjimečně při rekonstrukcích jen 1,32 m), přičemž podél překážek musí být vždy nejméně dva průchody šířky nejméně 0,8 m nezasahující do bezpečnostních pásů u hrany nástupiště. Bezpečnostní pás je stanoven na šířku 0,8 metru při rychlosti vlaků do 160 km/h a 1,3 metru při vyšší rychlosti do 200 km/h. Podél bezpečnostního pásu se značí drážková vodicí linie ve funkci varovného pásu pro nevidomé o šířce 0,4 metru, přičemž část této linie o šířce 0,15 m přiléhající k bezpečnostnímu pásu se zvýrazní žlutou čarou, která tak viditelně vyznačuje bezpečnostní pás.

## Nástupiště lanových drah
Nástupiště pozemní lanové dráhy se podobá železničnímu nástupišti, ale s ohledem na podélný sklon může být tvořeno stupni (schody). Podobně může vypadat i nástupiště kabinové visuté lanové dráhy. Provoz na nástupišti lanových drah obvykle bývá pod dozorem pracovníka dráhy. Vstup na nástupiště je obvykle možný až po zastavení vozidla.
U visutých sedačkových lanovek bývá nástupiště tvořeno rovnou plochou zasahující i pod přijíždějící a odjíždějící sedačky. Jako nástupiště může být označena i nástupní plocha lyžařských vleků.

## Molo a nástupní můstek
Nástupiště v přístavech a přístavištích osobní lodní dopravy se obvykle nazývá molo, případně je tvořeno nástupním můstkem.